# 지에구 히바스 다 쿠냐
지에구 히바스 다 쿠냐(Diego Ribas da Cunha, 1985년 2월 28일, 히베이랑 프레투 ~)는 흔히 지에구(Diego)로 알려진 브라질의 은퇴한 축구 선수로, 과거 공격형 미드필더로 활약했다.
그는 정밀한 패스, 백힐슛, 오버헤드킥, 그리고 기타 여러 기술과 함께 골 결정력으로 알려진 플레이메이커이다.

## 클럽 경력

### 산투스
6세의 나이에, 지에구는 히베이랑 프레투의 코메르시알에서 훈련으로 두각을 나타내기 시작하였다. 그는 9세의 나이에 상 카를루스라는 다른 팀으로 이적한 후, 지에구는 대형 구단에 인상을 주기 위해 시험을 택하였다. 지에구는 12세의 나이에 상 파울루 연고의 산투스에 합류하였다. 지에구는 산투스 유소년 아카데미에서 발전을 이어나갔고, 16세의 나이가 된 2002년에 투르네이우 히우-상파울루에 참가하였고, 같은 해 그는 캉페우나투 상 파울루에서 우승하였다. 그와 호비뉴, 일라누, 알레스는 이 시기에 산투스에서 활약하던 유명 선수들이었다.

### 포르투
지에구는 이후 2004년 7월, 포르투갈 클럽 포르투로 이적하였고, 데쿠가 바르셀로나로 이적하게 되면서 데쿠의 대체자로 떠올랐으나, 산투스에서만큼의 성과를 내지는 못하였다. 2004년 8월 22일, 1-1로 비긴 우니앙 드 레이리아 전에서 포르투 데뷔전을 가졌다. 2004년 10월 30일, 지에구는 2-2로 비긴 나시오날전에서 첫 골을 득점하였다. 포르투에서의 첫 시즌에, 지에구는 30경기에 출전하여 스포르팅 클루브 드 포르투갈과 스포르팅 드 브라가를 상대로 2골을 득점하였다. 그러나, 2005-06 시즌에, 지에구는 코 아드리안서 감독의 지도 하에 포르투에서 안정적인 자리를 확보하지 못하였고, 포르투에서의 생활에도 애로를 느꼈다. 그는 결국 포르투를 떠나 베르더 브레멘에 합류하였다.

### 베르더 브레멘

#### 2006–07 시즌

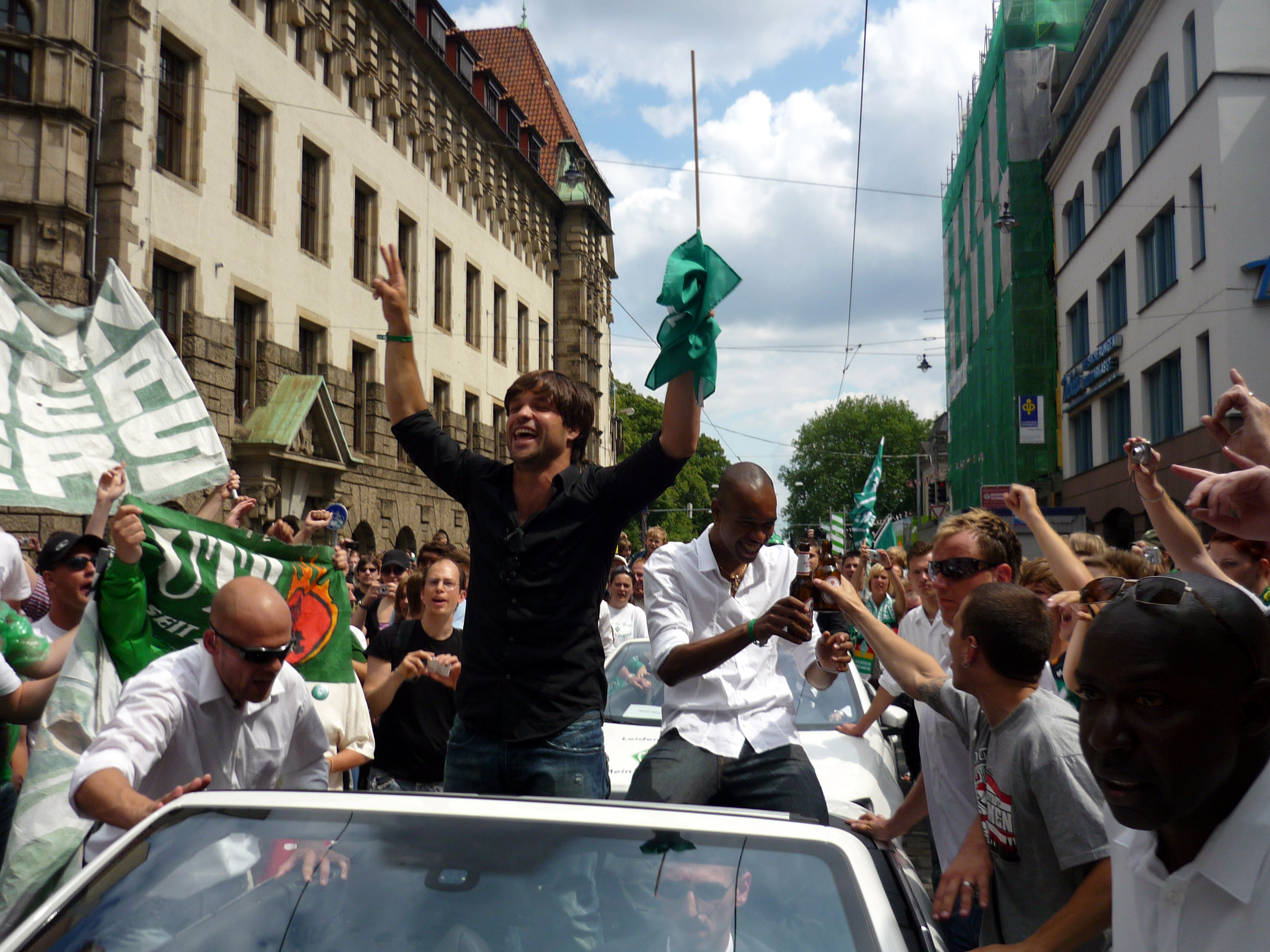
나우두와 함께 DFB-포칼 우승을 자축하는 지에구

2006년 5월, 지에구는 베르더 브레멘과 2010년까지 유효한 계약을 €6M의 이적료에 서명하였다.
그의 베르더 브레멘 첫 출전 경기는 DFB-리가포칼 경기였다. 브레멘은 8월 5일, 이 대회의 결승전에서 바이에른 뮌헨을 꺾으며 우승하였다.
2006-07 시즌의 분데스리가에 지에구는 좋은 시작을 끊었다. 그는 8월 13일, 4-2 승리로 종료된 하노버 96과의 경기에서 시즌 1호골과 2번의 어시스트를 기록하였다. 2-1로 이긴 바이어 레버쿠젠과의 두 번째 분데스리가 경기에서, 그는 또다시 2번의 어시스트를 추가하였다.

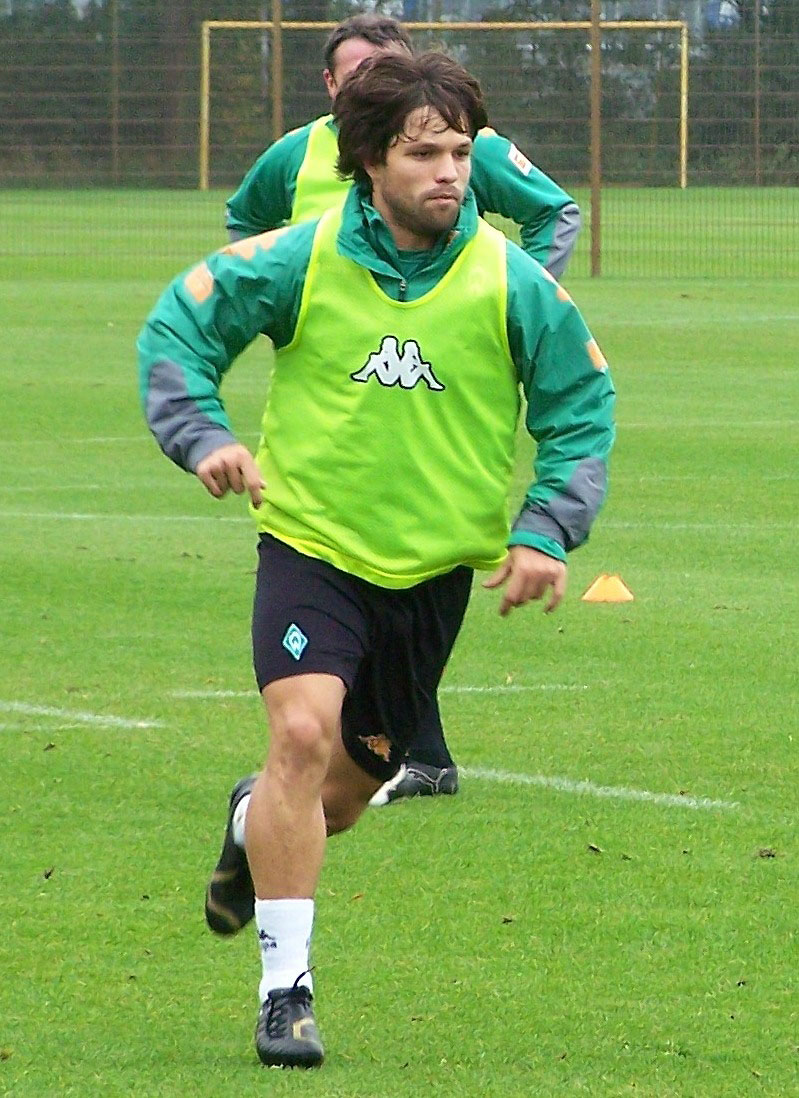
베르더 브레멘 훈련의 지에구

8월에 열린 분데스리가와 리가포칼 경기에서의 훌륭한 활약에 힘입어, 지에구는 8월 이달의 선수로 선정되었다. 시즌이 진행되면서, 지에구는 수 차례 놀라운 성과를 보였고, 베르더 브레멘에서 팀 동료 토르스텐 프링스와 더불어 베르더 브레멘의 가장 가치 있는 선수가 되었다. 이들 둘은 "브레멘 중원의 모터 두개"로 불렸다. 2006년 10월, 그는 이달의 선수로 또다시 선정되었고, 2006년 12월에는 세 번째로 이 달의 선수로 선정되었다. 그는 이후 분데스리가 전반기 최우수 선수로 선정되었다.
베르더 브레멘은 챔피언스리그 죽음의 A조에서 3위로 마감한 뒤 UEFA컵으로 이동하였고, 여기서 네덜란드의 AZ와의 8강을 치르어 지에구의 창의적인 활약에 힘입어 격침시키고, 준결승전까지 올랐다.
4월 15일, 지에구는 2-0으로 이긴 보루시아 도르트문트에서 득점을 추가하며 또다시 우수한 활약을 펼쳤다. 닷새 후인 4월 20일, 브레멘은 알레마니아 아헨을 상대하였다. 지에구는 우수한 활약에도 불구하고 인저리 타임까지 골맛을 보지 못하였으나, 이때 62.5m 바깥에서 슛을 날려 득점하였으며, 이후 올해의 골로 선정되었다. 브레멘은 이 경기에서의 3-1 승리로 승점 60점을 적립하며 리그 선두에 올랐다.
분데스리가 전반기에 훌륭한 활약을 펼친 이후, 지에구는 11월에 브라질 축구 국가대표팀으로 차출되었다.
2006-07 시즌의 종료 후, 지에구는 키커지가 협찬하는 분데스리가 최우수 선수로 선정되었다. 그는 절반을 넘는 득표율을 보였다. 불행이도, 그의 팀은 슈투트가르트와 샬케 04에 밀려 분데스리가를 3위로 마감하며 마이스터샬레를 얻지 못하였다.

#### 2007-08 시즌

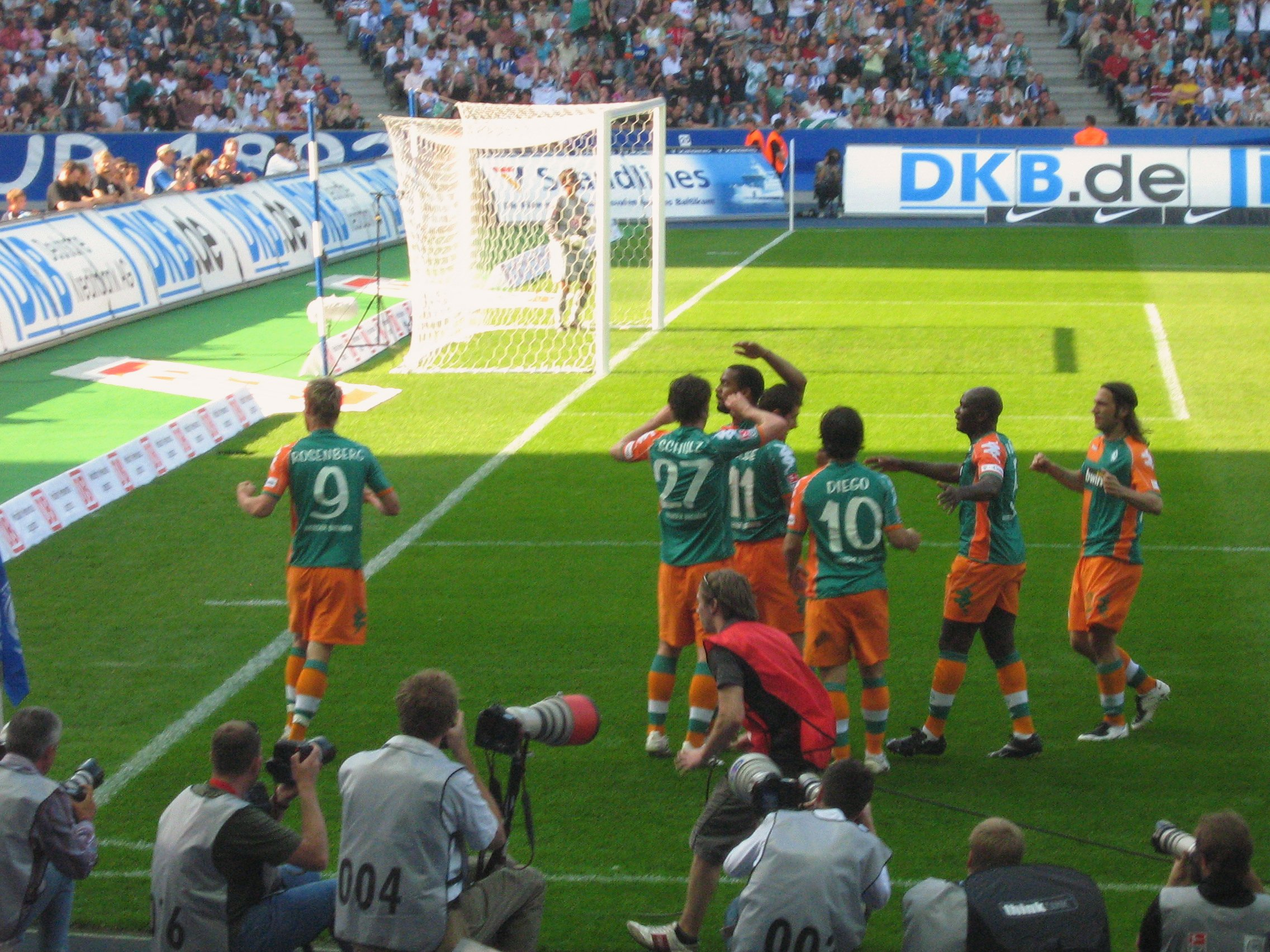
2007년 헤르타 BSC전의 지에구 (10번).

지에구는 이 시즌도 개막전에서 페널티킥을 성공시키며 훌륭한 스타트를 끊었다. 지에구는 여러 차례 우수한 성과를 냈다. 그는 브레멘의 챔피언스리그 조별 리그 진출에 큰 보탬이 되었다. 브레멘은 크로아티아 클럽 디나모 자그레브를 자그레브 원정에서 3-2로 이겼고, 지에구는 이 경기에서 페널티킥을 두 번 성공시켰다.
챔피언스리그 조별 리그 1차전에서, 브레멘은 레알 마드리드에게 1-2로 패하였으나, 지에구의 활약은 베언트 슈스터 레알 마드리드 감독의 관심을 끌었다. 그러나, 이적설은 지에구가 2011년까지 유효한 재계약을 성사시키면서 자취를 감추었다.
레알 마드리드전 패배 이후, 브레멘은 분데스리가의 디펜딩 챔피언인 슈투트가르트를 홈에서 상대하였다. 지에구는 베르더의 중원을 지휘하며 4-1 승리를 견인하였다. 시즌이 진행되면서, 브레멘은 아르미니아 빌레펠트를 상대로 8-1이라는 역사적인 승리를 거두었는데, 이 과정에서 지에구는 1골을 득점하고, 3골을 도왔다.
지에구는 9월 이달의 선수로 선정되었다.
그는 이후, 브레멘의 UEFA컵 8강행 과정에서 2골을 득점하였다.

#### 2008-09 시즌
지에구는 베르더 브레멘의 마지막 시즌을 성공적으로 보냈다. 지에구는 모든 대회를 통틀어 20골을 득점 (브레멘에서의 이전 두 시즌보다 더 많은 골이다.) 을 성공하였으나, 브레멘은 분데스리가를 10위로 마감하였고, 챔피언스리그를 조별 리그에서 탈락하였다.
이 시즌의 UEFA컵에서, 지에구는 모든 토너먼트전 경기를 통틀어 6골을 득점하였다.
그는 밀란과의 8강전에서 84분 동점골을 득점하였고, 클라우디오 피사로가 2차전에 득점한 유일한 골을 어시스트하였다. 그는 팀을 16강으로 인도하였고, 여기에서 6골 중 4골을 득점하였으며, 우디네세를 8강에서 떨어뜨리는 과정에서 1어시스트를 추가하였다.
준결승전에서 "노르트 더비"의 지역 라이벌인 함부르크와의 경기에서 0-1로 패한 후, 지에구는 이비차 올리치의 극초반 치명적인 골로 끌려가는 와중에 일찍이 동점골을 넣어 팀의 역전에 힘을 불어넣었다. 경기 나중에, 그는 프랑크 바우만의 브레멘 3번째 득점을 성공시켰다. 이 경기에서, 지에구는 불행히도 옐로카드를 받아 결승전 결장이 확정되었고, 3-2로 원정에서 이긴 이 경기에서, 그는 희생으로 이 시즌의 UEFA컵 출전을 마쳤고, 브레멘의 사상 첫 UEFA컵 결승행을 이룩하였다.
지에구가 결장한 2009 UEFA컵 결승전에서, 브레멘은 우크라이나의 샤흐타르 도네츠크에게 연장전 끝에 1-2로 패하였다.
브레멘의 경기 마지막 날, 지에구는 바이어 레버쿠젠과의 DFB-포칼 결승전에서 메수트 외질의 결승골을 도왔고, 팀은 6번째 DFB-포칼 우승을 경험하였다.

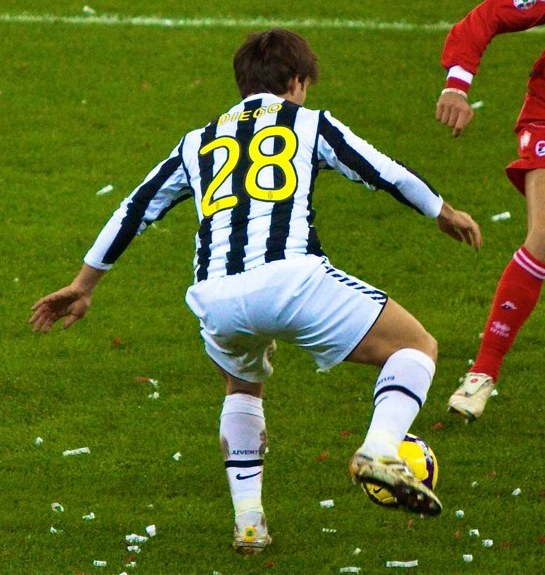
유벤투스에서 활약하는 지에구

### 유벤투스
2009년 5월 26일, 지에구는 5년 계약을 체결하며 유벤투스에 시즌 말 합류하게 되었다. 유벤투스가 브레멘에 지불한 이적료는 €24.5M 정도였다. 이적료는 이어지는 5년간 정해진 목표의 달성 시 추가의 €2.5M을 지불할 수 있도록 옵션이 추가되었다.
지에구의 유벤투스 데뷔전은 3-0 승리로 종료된 대한민국의 성남전이었다. 전반전에 지에구는 마우로 카모라네시에게 패스하였고, 이 패스로 카모라네시는 골로 연결하였다. 이후 지에구는 후반전에 득점하였고, 60분에 교체되어 그라운드를 나갔다. 그의 세리에 A 데뷔전에서, 그는 빈첸초 이아퀸타의 골을 세트피스로 어시스트하였다. 209년 8월 30일, 3-1로 이긴 로마와의 두 번째 리그 경기에서 지에구는 세리에 A 1호골을 득점하였다. 그는 볼로냐, 피오렌티나, 그리고 나폴리와의 경기에서도 득점에 성공하였다. 그는 제노아전에서 가장 인상적인 어시스트 중 하나였던 백힐 어시스트로 알레산드로 델 피에로의 골을 도왔다. 그는 밀란과의 2010년 트로페오 TIM에서도 득점하였다. 지에구가 브레멘 시절에 보여주었던 건방진 플레이스타일은 유벤투스 팬들에게 분노와 혼란을 가중시켰고; 그는 포메이션에 잘 적응하지 못하였으며, 치로 페라라 감독과 불화가 생겼다. 유벤투스는 지에구에게 잔류를 부탁하였으나, 팀을 떠나기로 결정하였다. 볼프스부르크, 바이에른 뮌헨, 그리고 그의 친정팀 베르더 브레멘과 같은 독일 구단들이 그를 영입하기 위해 링크되었다. 그러나 베르더 브레멘은 클라우스 알로프스 스포르팅 디렉터가 재영입을 할 경우 브레멘에게 "재정적 부담"이 상당해질 가능성이 농후함에 따라 지에구의 영입 계획을 철회하였고, 지에구는 잔류하기로 번복하였다.

### 볼프스부르크
2010년 8월 27일에 결국, 지에구는 유벤투스에서 볼프스부르크로 €15.5M의 이적료에 매각되었고, 유벤투스는 이 중 €14.75M만을 받았는데, 나머지 이적료 5%는 자유 기부로 그의 유소년팀으로 이동하였기 때문이다. 그의 볼프스부르크 이적 후, 지에구는 주세페 마로타 유벤투스 제너럴 디렉터를 비판하였는데, 그가 팀을 떠난 것은 유벤투스가 몇 명의 유명 선수를 잃게 만든 요인이라고 책망하였다.
볼프스부르크의 첫 리그 경기는 3-4로 패한 마인츠와의 경기로, 그는 이 경기에서 데뷔골을 득점하였다. 지에구는 공을 잡아 페널티킥 전담 키커인 파트리크 헬메스로부터 받아내었고, 이후 경기 10분쯤에 골포스트를 맞추었다. 볼프스부르크가 이 경기에서 결국 1골차로 패하자 스티브 매클래런 볼프스부르크 감독은 그에게 지시를 따르지 않은 것에 대해 €100,000의 벌금을 내도록 하였다. 지에구는 이 사건으로 징계를 받아서는 안된다고 믿고 있다며 디터 회네스로부터 변호받았다. 그는 또한 이어지는 함부르크와의 경기에서 볼프스부르크의 1군 명단에서 제외될 것이라고 통보받았다. 그는 5월 14일, 호펜하임과의 잔류를 건 단두대 매치를 앞두고, 그는 선발 라인업에서 제외되었다는 통보를 받자, 팀이 머무는 호텔을 떠나면서 또다시 볼프스부르크의 감독과 문제를 빚었다. 이 사건으로 볼프스부르크는 단 6명의 교체 요원을 분데스리가의 또 다른 한시즌의 잔류를 결정짓거나 강등되는 것을 판가름내는 이 경기의 벤치에 대기시키게 되었다.

#### 아틀레티코 마드리드 임대
볼프스부르크에서의 2010-11 시즌 종료 후, 펠릭스 마가트 신임 감독은 지에구에게 5월에 볼프스부르크에서의 미래는 보장되지 않았다고 통보받았다. 이적 시장 마지막날, 지에구는 라 리가의 아틀레티코 마드리드에 1년 임대 형식으로 이적하였다. 2011년, 9월 10일, 그는 발렌시아전에서 아틀레티코 신고식을 치르었다. 그는 셀틱과의 UEFA 유로파리그 경기 60분에 아틀레티코 1호골을 득점하였고, 3분쯤에 라다멜 팔카오의 골도 도왔다. 이 경기에서 아틀레티코는 2-0으로 이겼다. 지에구의 리그 첫 골은 2011년 11월 20일, 3-2로 이긴 레반테전에서 나왔다. 아틀레티코의 주축 선수로, 지에구는 골을 도우며 1군의 입지를 굳혔다.
2012년 5월 9일, 지에구는 아틀레틱 빌바오와의 유로파리그 결승전에서 아틀레티코의 3번째 득점을 성공시키며, 수도 연고의 팀이 이 대회에서 3년의 기간 안에 2번째 타이틀을 획득하도록 도왔다. 경기 종료 후, 지에구는 UEFA 공식 웹사이트에, "우리는 아틀레틱 같은 어려운 라이벌을 상대하였으나, 우리는 거의 완벽한 경기를 펼쳤고, 어려운 경기였으나, 우리는 이 경기가 쉬울 것이라고는 생각한 적이 없습니다. 우리는 신에게 이것 [승리]를 감사해야겠습니다." 라고 인터뷰하였다.
동료 미드필더 후안프란은 지에구가 독일로 돌아가기 보다 마드리드 잔류를 원하였으나, 클럽이 그의 전면 구매가 어려울 것임을 고백하였다. 지에구는 아틀레티코에서의 생활이 "마법과 같았다"며 인정하였고, 스페인 생활의 시작은 그가 기대하던 것 이상이었다고 의견을 표하였고: "이 시즌은 개인과 팀에 있어 모두 긍정적이었고, 저는 행복합니다." 향후에 아틀레티코가 삶의 일부에 남을 것이라고 말하며 클럽 팬들에게 작별을 고하였다. 7달 후, 지에구는 절대로 성사될 수 없는 아틀레티코 마드리드 영구 이적에 대해 금시초문이었다고 밝혔다.

#### 볼프스부르크 복귀
지에구는 마드리드에서의 한 시즌 임대 후, 볼프스부르크로 복귀하였다. 복귀 후, 마가트가 지에구의 복귀 첫 훈련에서의 태도를 문제 삼아 지에구를 리저브팀으로 강등시키면서, 그와 마가트 감독의 관계는 악화일로를 걸었다. 이러한 둘 간의 팽팽한 대립 관계에도 불구하고, 그는 마가트에 의해 중국에서의 몇 차례의 프리시즌 친선경기에 차출되었다. 그는 마가트에 의해 볼프스부르크에서의 미래가 없다는 통보를 받았음에도 불구하고, 지에구는 해외 클럽이 그의 영입에 관심을 가지지 않자 클럽 잔류를 시사하였다.
지에구는 1-0으로 이긴 슈투트가르트와의 분데스리가 개막전에서 복귀 후 처음으로 출전하였다. 2012년 10월 27일, 8경기에서 5점에 그치며 (이 중 근래 4경기에 무득점으로 침묵하였다.) 마가트가 경질된 후의 첫 경기에서, 그는 포르투나 뒤셀도르프를 상대로 1골 1어시스트로 4-1 승리에 일조하였고, 4연패 행진을 종결시켰다. 경기 종료 후, 지에구는 클럽이 또다시 축구를 즐기며, 그는 새 임시 감독인 로렌츠-귄터 쾨스트너로부터 기회를 받았다고 표명하였다. 나흘 후의 DFB-포칼 경기에서, 지에구는 선제골을 넣은 뒤 바스 도스트의 추가골을 도우며 FSV 프랑크푸르트전 2-0 승리에 힘을 실었다. 그는 11월 11일, 3-1로 볼프스부르크가 이긴 바이어 레버쿠젠전에서, 그는 멀티골을 득점하며, 바이어의 11경기 무패행진에 찬물을 끼얹었고, 볼프스부르크에게 2012-13 시즌 분데스리가의 홈 경기 첫 승리를 안겼다. 이후, 2012년 12월 8일, 3-2로 승리를 따낸 보루시아 도르트문트전에서 1골을 넣고 2, 3번째 팀의 득점을 띄워주었다. 2012-13 시즌동안, 지에구는 클럽에 꾸준히 인상적인 활약을 보였고, 모든 대회를 통틀어 37경기에 출전하여 10골을 득점하며, 팀내 득점 1위에 올랐다.
2013-14 시즌을 앞두고, 지에구는 친정팀 산투스와 아스널과 링크되었다. 지에구는 시즌 전반기동안 15경기 출전, 3골을 기록하며 팀에 잔류하였다. 시즌 전반기동안, 지에구의 볼프스부르크에서의 미래는 클라우스 알로프스 스포르팅 디렉터를 거절하면서 불확실해졌다. 당시, 지에구는 구단에서 가장 높은 급여를 받고 있었다. 구단은 지에구의 재계약을 절실히 원하였다.

### 아틀레티코 마드리드
2014년 1월 31일, 지에구는 볼프스부르크에서 아틀레티코 마드리드로 복귀하였다. 그는 2013-14 시즌 잔여기간동안 계약하였다. 이적 전에, 지에구는 챔피언스리그에 참가하기 위해 볼프스부르크로부터 이적하기를 원하였다. 2월 2일, 지에구는 4-0으로 이긴 레알 소시에다드전에서 복귀를 신고하였고, 이 경기에서 팀의 4번째 골이자 상대를 확인사살하는 득점을 성공시켰다. 4월 1일, 지에구는 바르셀로나와의 챔피언스리그 경기에서 장거리 슛으로 득점하였고, 아틀레티코는 1974년 이래 처음으로 대회 준결승전에 올랐다. 그러나 결승전에서 레알 마드리드에 1-4로 패하면서 팀은 준우승을 하게 된다.

### 페네르바흐체 S.K.
2014년 7월 11일, 지에구는 페네르바흐체 S.K.와 3년 계약을 맺었다.

## 국가대표팀 경력

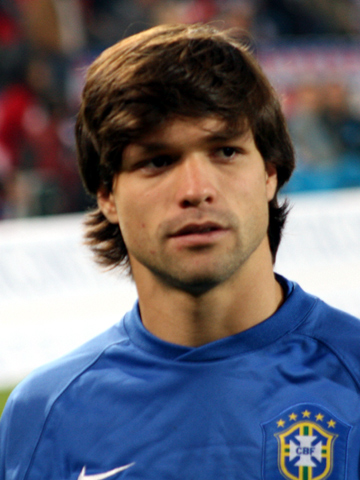
브라질 국가대표팀의 지에구

지에구는 2003년 4월, 멕시코와의 친선경기에서 국제 경기에 처음으로 출전하였다. 그는 이후 2003년 CONCACAF 골드컵에 참가할 브라질 U-23 국가대표팀에 산투스 팀 동료인 호비뉴와 함께 차출되었다. 브라질은 U-23 대표팀으로 대회에 참가하였으나, 국제 경기 출전과 득점 기록은 FIFA에 의해 성인 국가대표팀 경기와 대회로 취급되었다. 그는 5경기에 출전하여 2골을 득점하였고, 브라질 U-23 대표팀은 멕시코 성인대표팀과의 결승전에서 패하였다.
2004년, 지에구는 2004년 코파 아메리카에 참가하는 브라질 국가대표팀에 차출되었고, 그는 아르헨티나와의 결승전에서 승부차기 끝에 브라질이 대회 우승을 거두는데 큰 역할을 하였다.
그러나 2004년과 2006년 사이, 포르투에서 기량 하락을 보인 그는, 브라질 국가대표팀 명단에 자주 제외되었다. 그는 카카의 백업으로 주로 활약하였고, 그는 브라질 국가대표팀의 2006년 FIFA 월드컵 명단에서 제외되었다.
베르더 브레멘 이적 후, 그는 기량을 회복하여 2006년 11월에 다시 브라질 국가대표팀에 차출되었다. 그는 브라질의 2007년 코파 아메리카 스쿼드에 포함되었고, 브라질은 이 대회의 결승전에서 또다시 아르헨티나를 격파하며 우승하였다.
지에구는 브라질 U-23 대표로 베이징에서 열린 2008년 하계 올림픽에 참가하였다. 브라질은 대회를 3위로 마감하며 동메달을 획득하였다.

## 수상

#### 산투스
- 캉페우나투 브라질레이루: 2002, 2004

#### 포르투
- 프리메이라리가: 2005–06
- 수페르타사 칸디두 드 올리베이라: 2004
- 인터콘티넨털컵: 2004

#### 베르더 브레멘
- DFB-리가포칼: 2006
- DFB-포칼: 2008–09

#### 아틀레티코 마드리드
- 라리가 : 2013-14
- UEFA 유로파리그: 2011–12

#### 플라멩구
- 캄페오나투 브라실레이루 세리 A : 2019, 2020
- 코파 두 브라실: 2022
- 수페르코파 두 브라실 : 2020, 2021
- 코파 리베르타도레스 : 2019, 2022
- 레코파 수다메리카나 : 2020
- 캄페오나투 카리오카 : 2017, 2019, 2020, 2021

#### 브라질
- 코파 아메리카: 2004, 2007
- 하계 올림픽 동메달: 2008
- 남미 U-17 축구 선수권 대회: 2001

### 개인
- VDV 올해의 선수 : 2005-06
- 분데스리가 도움왕 : 2007-08
- UEFA 유로파리그 도움왕 : 2011-12
- 캄페오나투 브라실레이루 세리 A 올해의 팀 : 2016
- 캄페오나투 카리오카 올해의 팀 : 2017
- 코파 두 브라실 최우수 선수 : 2017

## 통계

### 클럽
2016년 2월 12일 기준
| 클럽                | 시즌      | 리그 | 리그 | 컵   | 컵 | 대륙 | 대륙 | 합계 | 합계 |
| 클럽                | 시즌      | 출장 | 골   | 출장 | 골 | 출장 | 골   | 출장 | 골   |
| ------------------- | --------- | ---- | ---- | ---- | -- | ---- | ---- | ---- | ---- |
| 산투스              | 2002      | 22   | 8    | –    | –  | –    | –    | 22   | 8    |
| 산투스              | 2003      | 33   | 9    | –    | –  | –    | –    | 33   | 9    |
| 산투스              | 2004      | 9    | 4    | –    | –  | –    | –    | 9    | 4    |
| 산투스              | 합계      | 64   | 21   | –    | –  | –    | –    | 64   | 21   |
| 포르투              | 2004–05   | 30   | 3    | 2    | 0  | 7    | 1    | 39   | 4    |
| 포르투              | 2005–06   | 18   | 1    | 2    | 1  | 4    | 1    | 24   | 3    |
| 포르투              | 합계      | 48   | 4    | 4    | 1  | 11   | 2    | 63   | 7    |
| 베르더 브레멘       | 2006–07   | 33   | 13   | 3    | 0  | 14   | 2    | 50   | 15   |
| 베르더 브레멘       | 2007–08   | 30   | 13   | 3    | 1  | 10   | 4    | 43   | 18   |
| 베르더 브레멘       | 2008–09   | 21   | 12   | 5    | 2  | 13   | 7    | 39   | 21   |
| 베르더 브레멘       | 합계      | 84   | 38   | 11   | 3  | 37   | 13   | 132  | 54   |
| 유벤투스            | 2009–10   | 33   | 5    | 2    | 2  | 9    | 0    | 44   | 7    |
| 유벤투스            | 2010–11   | 0    | 0    | 0    | 0  | 3    | 0    | 3    | 0    |
| 유벤투스            | 합계      | 33   | 5    | 2    | 2  | 12   | 0    | 47   | 7    |
| 볼프스부르크        | 2010–11   | 30   | 6    | 2    | 0  | –    | –    | 32   | 6    |
| 볼프스부르크        | 합계      | 30   | 6    | 2    | 0  | –    | –    | 32   | 6    |
| 아틀레티코 마드리드 | 2011–12   | 30   | 3    | 1    | 0  | 12   | 3    | 43   | 6    |
| 아틀레티코 마드리드 | 합계      | 30   | 3    | 1    | 0  | 12   | 3    | 43   | 6    |
| 볼프스부르크        | 2012–13   | 32   | 10   | 5    | 3  | —    | —    | 37   | 13   |
| 볼프스부르크        | 2013–14   | 15   | 3    | 3    | 2  | —    | —    | 18   | 5    |
| 볼프스부르크        | 합계      | 47   | 13   | 8    | 4  | —    | —    | 55   | 18   |
| 아틀레티코 마드리드 | 2013–14   | 13   | 1    | 2    | 0  | 4    | 1    | 19   | 2    |
| 아틀레티코 마드리드 | 합계      | 13   | 1    | 2    | 0  | 4    | 1    | 19   | 2    |
| 페네르바흐체        | 2014-15   | 25   | 3    | 5    | 2  | —    | —    | 30   | 5    |
| 페네르바흐체        | 2015-16   | 28   | 2    | 7    | 1  | 10   | 0    | 45   | 3    |
| 페네르바흐체        | 합계      | 53   | 5    | 12   | 3  | 10   | 0    | 75   | 8    |
| 플라멩구            | 2016      | 0    | 0    | 0    | 0  | 0    | 0    | 0    | 0    |
| 플라멩구            | 합계      | 0    | 0    | 0    | 0  | 0    | 0    | 0    | 0    |
| 경력 합계           | 경력 합계 | 397  | 96   | 41   | 14 | 84   | 19   | 522  | 128  |

### 국가대표팀 경력
2009년 4월 1일 기준
| 국가대표팀 | 시즌      | 출장 | 골 |
| ---------- | --------- | ---- | -- |
| 브라질     | 2003      | 7    | 2  |
| 브라질     | 2004      | 5    | 0  |
| 브라질     | 2004–2005 | 0    | 0  |
| 브라질     | 2005–2006 | 0    | 0  |
| 브라질     | 2006–2007 | 10   | 1  |
| 브라질     | 2007–2008 | 9    | 1  |
| 브라질     | 2008–2009 | 2    | 0  |
| 합계       | 합계      | 33   | 4  |

| 국가대표팀 출장 및 득점 기록 | 국가대표팀 출장 및 득점 기록 | 국가대표팀 출장 및 득점 기록 | 국가대표팀 출장 및 득점 기록 | 국가대표팀 출장 및 득점 기록 | 국가대표팀 출장 및 득점 기록 | 국가대표팀 출장 및 득점 기록            |
| #                            | 날짜                         | 경기장                       | 상대                         | 결과                         | 골                           | 대회                                    |
| 2003년                       | 2003년                       | 2003년                       | 2003년                       | 2003년                       | 2003년                       | 2003년                                  |
| ---------------------------- | ---------------------------- | ---------------------------- | ---------------------------- | ---------------------------- | ---------------------------- | --------------------------------------- |
| 1.                           | 2003년 4월 30일              | 과달라하라, 멕시코           | 멕시코                       | 0–0                          | 0                            | 친선경기                                |
| 2.                           | 2003년 7월 13일              | 멕시코 D.F., 멕시코          | 멕시코                       | 0–1                          | 0                            | 2003년 CONCACAF 골드컵 (브라질 U-23)    |
| 3.                           | 2003년 7월 16일              | 멕시코 D.F., 멕시코          | 온두라스                     | 2–1                          | 1                            | 2003년 CONCACAF 골드컵 (브라질 U-23)    |
| 4.                           | 2003년 7월 19일              | 마이애미, 미국               | 콜롬비아                     | 2–0                          | 0                            | 2003년 CONCACAF 골드컵 (브라질 U-23)    |
| 5.                           | 2003년 7월 23일              | 마이애미, 미국               | 미국                         | 2–1                          | 1                            | 2003년 CONCACAF 골드컵 (브라질 U-23)    |
| 6.                           | 2003년 7월 27일              | 멕시코시티, 멕시코           | 멕시코                       | 0–1                          | 0                            | 2003년 CONCACAF 골드컵 (브라질 U-23)    |
| 7.                           | 2003년 9월 7일               | 바랑키야, 콜롬비아           | 콜롬비아                     | 2–1                          | 0                            | 2006년 FIFA 월드컵 예선전               |
| 2004년                       |                              |                              |                              |                              |                              |                                         |
|                              | 2004년 1월 7일               | 콘셉시온, 칠레               | 베네수엘라                   | 4–0                          | 1                            | 2004년 하계 올림픽 예선전 (브라질 U-23) |
|                              | 2004년 1월 9일               | 콘셉시온, 칠레               | 파라과이                     | 3–0                          | 1                            | 2004년 하계 올림픽 예선전 (브라질 U-23) |
|                              | 2004년 1월 11일              | 콘셉시온, 칠레               | 우루과이                     | 1–1                          | 0                            | 2004년 하계 올림픽 예선전 (브라질 U-23) |
|                              | 2004년 1월 15일              | 콘셉시온, 칠레               | 칠레                         | 1–1                          | 0                            | 2004년 하계 올림픽 예선전 (브라질 U-23) |
|                              | 2004년 1월 21일              | 발파라이소, 칠레             | 아르헨티나                   | 0–1                          | 0                            | 2004년 하계 올림픽 예선전 (브라질 U-23) |
|                              | 2004년 1월 23일              | 비냐델마르, 칠레             | 칠레                         | 3–1                          | 1                            | 2004년 하계 올림픽 예선전 (브라질 U-23) |
|                              | 2004년 1월 25일              | 비냐델마르, 칠레             | 파라과이                     | 0–2                          | 0                            | 2004년 하계 올림픽 예선전 (브라질 U-23) |
| 8.                           | 2004년 7월 8일               | 아레키파, 페루               | 칠레                         | 1–0                          | 0                            | 2004년 코파 아메리카                    |
| 9.                           | 2004년 7월 11일              | 아레키파, 페루               | 코스타리카                   | 4–1                          | 0                            | 2004년 코파 아메리카                    |
| 10.                          | 2004년 7월 14일              | 아레키파, 페루               | 파라과이                     | 1–2                          | 0                            | 2004년 코파 아메리카                    |
| 11.                          | 2004년 7월 21일              | 리마, 페루                   | 우루과이                     | 1–1                          | 0                            | 2004년 코파 아메리카                    |
| 12.                          | 2004년 7월 25일              | 리마, 페루                   | 아르헨티나                   | 2–2                          | 0                            | 2004년 코파 아메리카                    |
| 2006–2007                    |                              |                              |                              |                              |                              |                                         |
| 13.                          | 2006년 11월 15일             | 바젤, 스위스                 | 스위스                       | 2–1                          | 0                            | 친선경기                                |
| 14.                          | 2007년 2월 6일               | 런던, 잉글랜드               | 포르투갈                     | 0–2                          | 0                            | 친선경기                                |
| 15.                          | 2007년 3월 24일              | 예테보리, 스웨덴             | 칠레                         | 4–0                          | 0                            | 친선경기                                |
| 16.                          | 2007년 3월 27일              | 스톡홀름, 스웨덴             | 가나                         | 1–0                          | 0                            | 친선경기                                |
| 17.                          | 2007년 6월 1일               | 런던, 잉글랜드               | 잉글랜드                     | 1–1                          | 1                            | 친선경기                                |
| 18.                          | 2007년 6월 5일               | 도르트문트, 독일             | 튀르키예                     | 0–0                          | 0                            | 친선경기                                |
| 19.                          | 2007년 6월 26일              | 푸에르토라크루스, 베네수엘라 | 멕시코                       | 0–2                          | 0                            | 2007년 코파 아메리카                    |
| 20.                          | 2007년 7월 4일               | 푸에르토라크루스, 베네수엘라 | 에콰도르                     | 1–0                          | 0                            | 2007년 코파 아메리카                    |
| 21.                          | 2007년 7월 10일              | 마라카이보, 베네수엘라       | 우루과이                     | 2–2                          | 0                            | 2007년 코파 아메리카                    |
| 22.                          | 2007년 7월 15일              | 마라카이보, 베네수엘라       | 아르헨티나                   | 3–0                          | 0                            | 2007년 코파 아메리카                    |
| 2007–2008                    |                              |                              |                              |                              |                              |                                         |
| 23.                          | 2007년 8월 22일              | 몽펠리에, 프랑스             | 알제리                       | 2–0                          | 0                            | 친선경기                                |
| 24.                          | 2007년 9월 9일               | 시카고, 미국                 | 미국                         | 4–2                          | 0                            | 친선경기                                |
| 25.                          | 2007년 10월 17일             | 히우 지 자네이루, 브라질     | 에콰도르                     | 5–0                          | 0                            | 2010년 FIFA 월드컵 예선전               |
| 26.                          | 2008년 2월 6일               | 더블린, 아일랜드             | 아일랜드                     | 1–0                          | 0                            | 친선경기                                |
| 27.                          | 2008년 3월 26일              | 런던, 잉글랜드               | 스웨덴                       | 1–0                          | 0                            | 친선경기                                |
| 28.                          | 2008년 5월 31일              | 시애틀, 미국                 | 캐나다                       | 3–2                          | 1                            | 친선경기                                |
| 29.                          | 2008년 6월 6일               | 보스턴, 미국                 | 베네수엘라                   | 0–2                          | 0                            | 친선경기                                |
| 30.                          | 2008년 6월 15일              | 아순시온, 파라과이           | 파라과이                     | 0–2                          | 0                            | 2010년 FIFA 월드컵 예선전               |
| 31.                          | 2008년 6월 18일              | 벨루 오리존치, 브라질        | 아르헨티나                   | 0–0                          | 0                            | 2010년 FIFA 월드컵 예선전               |
|                              | 2008년 6월 22일              | 볼타 히돈다, 브라질          | 히우 지 자네이루 주          | 1–0                          | 0                            | 비공식 친선경기 (브라질 U-23)           |
| 2008–2009                    |                              |                              |                              |                              |                              |                                         |
|                              | 2008년 7월 28일              | 싱가포르                     | 싱가포르                     | 3–0                          | 1                            | 비공식 친선경기 (브라질 U-23)           |
|                              | 2008년 8월 1일               | 하노이, 베트남               | 베트남                       | 3–0                          | 0                            | 비공식 친선경기 (브라질 U-23)           |
|                              | 2008년 8월 7일               | 선양, 중국                   | 벨기에                       | 1–0                          | 0                            | 2008년 하계 올림픽 (브라질 U-23)        |
|                              | 2008년 8월 10일              | 선양, 중국                   | 뉴질랜드                     | 5–0                          | 0                            | 2008년 하계 올림픽 (브라질 U-23)        |
|                              | 2008년 8월 13일              | 친황다오, 중국               | 중화인민공화국               | 3–0                          | 1                            | 2008년 하계 올림픽 (브라질 U-23)        |
|                              | 2008년 8월 16일              | 선양, 중국                   | 카메룬                       | 2–0                          | 0                            | 2008년 하계 올림픽 (브라질 U-23)        |
|                              | 2008년 8월 19일              | 베이징, 중국                 | 아르헨티나                   | 0–3                          | 0                            | 2008년 하계 올림픽 (브라질 U-23)        |
|                              | 2008년 8월 22일              | 상하이, 중국                 | 벨기에                       | 3–0                          | 1                            | 2008년 하계 올림픽 (브라질 U-23)        |
| 32.                          | 2008년 9월 7일               | 산티아고, 칠레               | 칠레                         | 3–0                          | 0                            | 2010년 FIFA 월드컵 예선전               |
| 33.                          | 2008년 9월 10일              | 히우 지 자네이루, 브라질     | 볼리비아                     | 0–0                          | 0                            | 2010년 FIFA 월드컵 예선전               |

## 사생활
지에구는 이탈리아 혈통을 가지고 있는데, 그의 친가 증조부모 모두 이탈리아에서 브라질로 이민하였다. 그의 친증조할아버지 카를로 라차리는 이탈리아의 페라라 출신이며, 그의 친증조할머니, 마리아 콘체타 비올라는 이탈리아의 나폴리 출신이다. 그는 이탈리아 혈통임에 따라, 2004년에 이탈리아 여권을 획득하였다.
지에구는 오랜 기간 사기던 여자친구인 브루나 레치시아 아라우주와 기혼 상태이며; 아들 (2011년생) 과 딸 (2013년생) 을 슬하에 두고 있다.